# Związek Odrodzenia Narodu Polskiego
Związek Odrodzenia Narodu Polskiego (ZONP) – tajna paramilitarna organizacja młodzieżowa, powstała we Lwowie w początku 1904 r. Związana z Polską Partią Socjalistyczną, działała jako jej nieoficjalna "młodzieżówka" w rejonie lwowskim. Jako taka popierała dążenie do niepodległości poprzez edukację i walkę zbrojną. Organizacja miała ok. 36 kół i około tysiąca członków.
Założyciele: Jan Adamowicz-Piliński, Tadeusz Pannenko (komendant).
Do członków należał m.in. Władysław Sikorski, który przez ZONP zetknął się z PPSem.